# Ван Гог (фільм, 1991)
«Ван Гог» (фр. Van Gogh) — французький біографічний фільм-драма 1991 року, поставлений режисером Морісом Піалою за власним сценарієм. Фільм брав участь в основній конкурсній програмі  44-го Каннського кінофестивалю та номінувався у 12-ти категоріях на отримання премії «Сезар», проте лише виконавець головної ролі Жак Дютрон здобув нагороду як найкращий актор .

## Сюжет
В основі сюжету фільму розповідь про останні три місяці життя видатного французького художника Ван Гога (Жак Дютрон) після його приїзду наприкінці весни 1890 року в містечко Овер-сюр-Уаз поблизу Парижа. В цей час він пише свої останні картини, на створення яких його надихає жінка — донька доктора Гаше, в яку закохався художник.

## У ролях
| Актор(ка)          |   | Роль            |
| ------------------ | - | --------------- |
| Жак Дютрон         | … | Вінсент ван Гог |
| Александра Лондон  | … | Маргарита Гаше  |
| Бернар Ле Кок      | … | Тео ван Гог     |
| Жерар Сеті         | … | доктор Гаше     |
| Корін Бурдон       | … | Жо              |
| Ельза Зільберштейн | … | Каті            |
| Леслі Аззуле       | … | Авелін Раво     |
| Жак Відаль         | … | Раву            |
| Шанталь Барбарі    | … | мадам Шевальє   |
| Моріс Куссонно     | … | Шапонваль       |
| Ліз Ламетрі        | … | мадам Раву      |
| Жерар Піноль       | … | Жильбер         |

## Визнання
| Нагороди та номінації фільму «Ван Гог» | Нагороди та номінації фільму «Ван Гог» | Нагороди та номінації фільму «Ван Гог»          | Нагороди та номінації фільму «Ван Гог» | Нагороди та номінації фільму «Ван Гог» | Нагороди та номінації фільму «Ван Гог» |
| Рік                                    | Нагорода                               | Категорія                                       | Номінант                               | Результат                              |                                        |
| -------------------------------------- | -------------------------------------- | ----------------------------------------------- | -------------------------------------- | -------------------------------------- | -------------------------------------- |
| 1991                                   | 44-й Каннський кінофестиваль           | Золота пальмова гілка                           | Ван Гог                                | Номінація                              |                                        |
| 1992                                   | Премія «Сезар»                         | Найкращий фільм                                 | Ван Гог                                | Номінація                              |                                        |
| 1992                                   | Премія «Сезар»                         | Найкраща режисерська робота                     | Моріс Піала                            | Номінація                              |                                        |
| 1992                                   | Премія «Сезар»                         | Найкращий актор                                 | Жак Дютрон                             | Перемога                               |                                        |
| 1992                                   | Премія «Сезар»                         | Найкращий актор другого плану                   | Бернар ле Кок                          | Номінація                              |                                        |
| 1992                                   | Премія «Сезар»                         | Найкращий актор другого плану                   | Жерар Сеті                             | Номінація                              |                                        |
| 1992                                   | Премія «Сезар»                         | Найперспективніша акторка                       | Александра Лондон                      | Номінація                              |                                        |
| 1992                                   | Премія «Сезар»                         | Найперспективніша акторка                       | Ельза Зільберштейн                     | Номінація                              |                                        |
| 1992                                   | Премія «Сезар»                         | Найкращий оригінальний або адаптований сценарій | Моріс Піала                            | Номінація                              |                                        |
| 1992                                   | Премія «Сезар»                         | Найкраща операторська робота                    | Жиль Анрі, Еммануель Машюель           | Номінація                              |                                        |
| 1992                                   | Премія «Сезар»                         | Найкращі декорації                              | Філіп Паллю, Катя Вишкоп               | Номінація                              |                                        |
| 1992                                   | Премія «Сезар»                         | Найкращий дизайн костюмів                       | Едіт Весперіні                         | Номінація                              |                                        |
| 1992                                   | Премія «Сезар»                         | Найкращий звук                                  | Франсуа Гру, Жан-П'єр Дюре             | Номінація                              |                                        |
| 1992                                   | Кінофестиваль «Актори кіно»            | Приз Мішеля Сімона найкращій акторці            | Ельза Зільберштейн                     | Перемога                               |                                        |